# 志染站
志染站（日语：／ Shijimi eki */?）是位於兵庫縣三木市志染町西自由丘，屬於神戶電鐵的粟生線車站。車站編號為KB50。來自粟生站的4卡編成列車會在此站進行乘務員交班。而此站與綠丘站共同成為三木市新市鎮地區的中心車站。

## 歷史

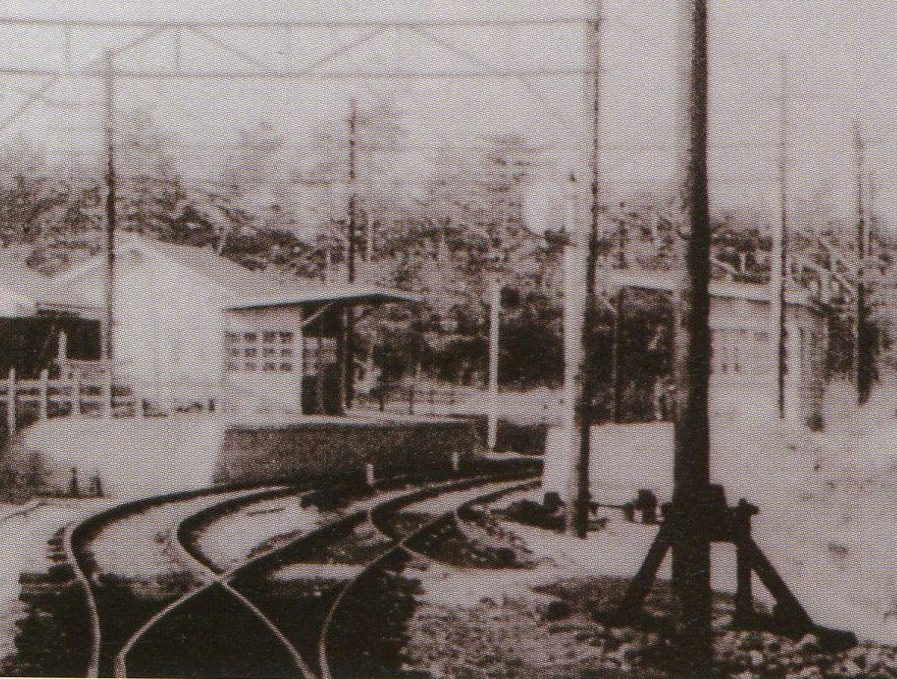
啟用當時的志染站（1937年）

- 1937年（昭和12年）12月28日 - 三木電氣鐵道廣野高爾夫球場前站至三木東口站（現時：三木上之丸站）之間開通，此站啟用[1][2]。
- 1947年（昭和22年）1月9日 - 與神戶有馬電氣鐵道合併，成為神有三木電氣鐵道（後來改名為神戶電鐵）[2]。
- 1980年 (昭和55年) 7月23日 - 上皇明仁在皇太子時代出席「捐血運動推進全國大會」，與皇太子妃美智子（當時）從新開地站乘車至志染站。
- 2012年（平成24年）5月19日 - 粟生線實施時間表變更，日間部分列車於此站折返[1]。

## 車站構造

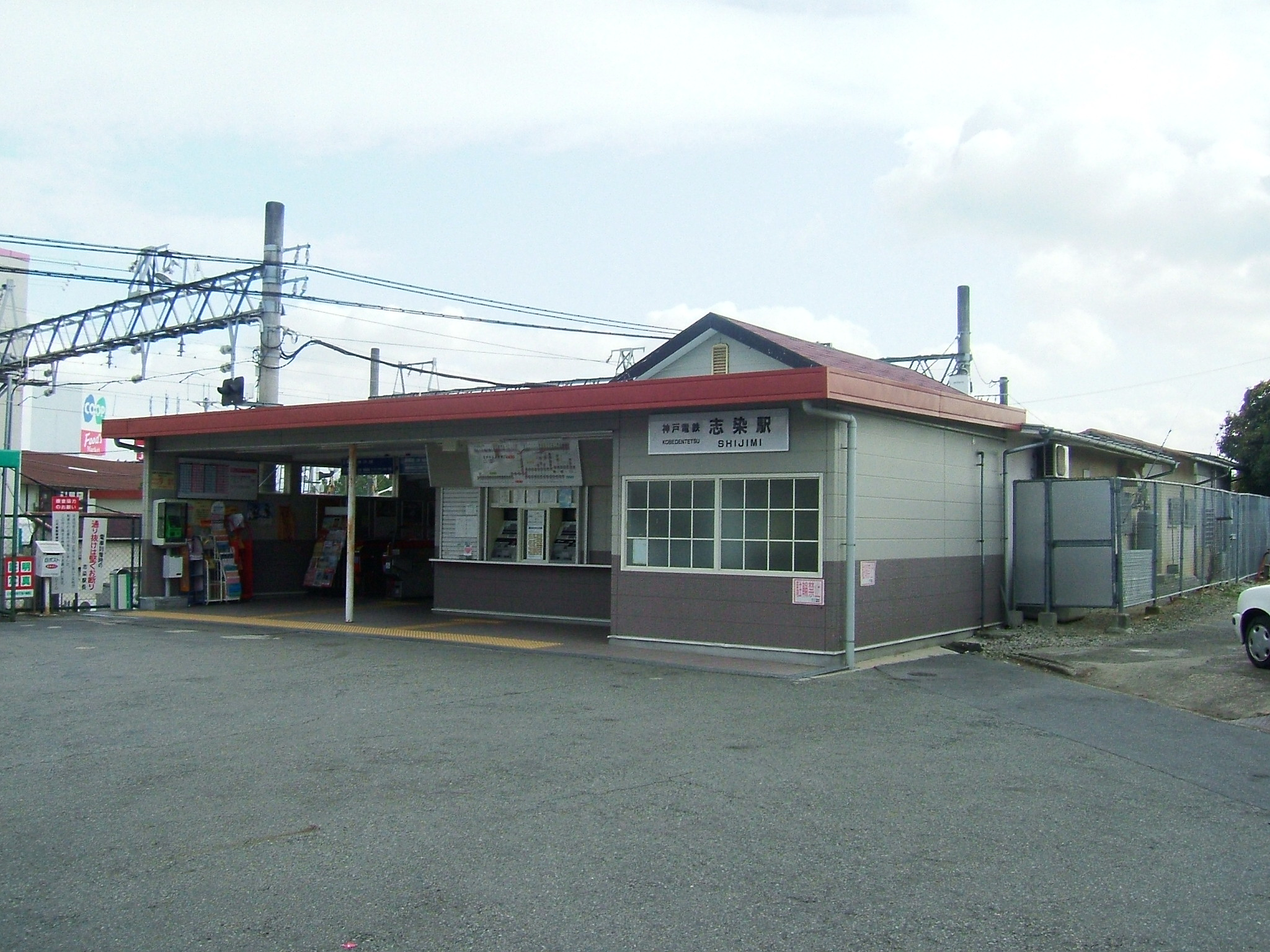
2007年的志染站

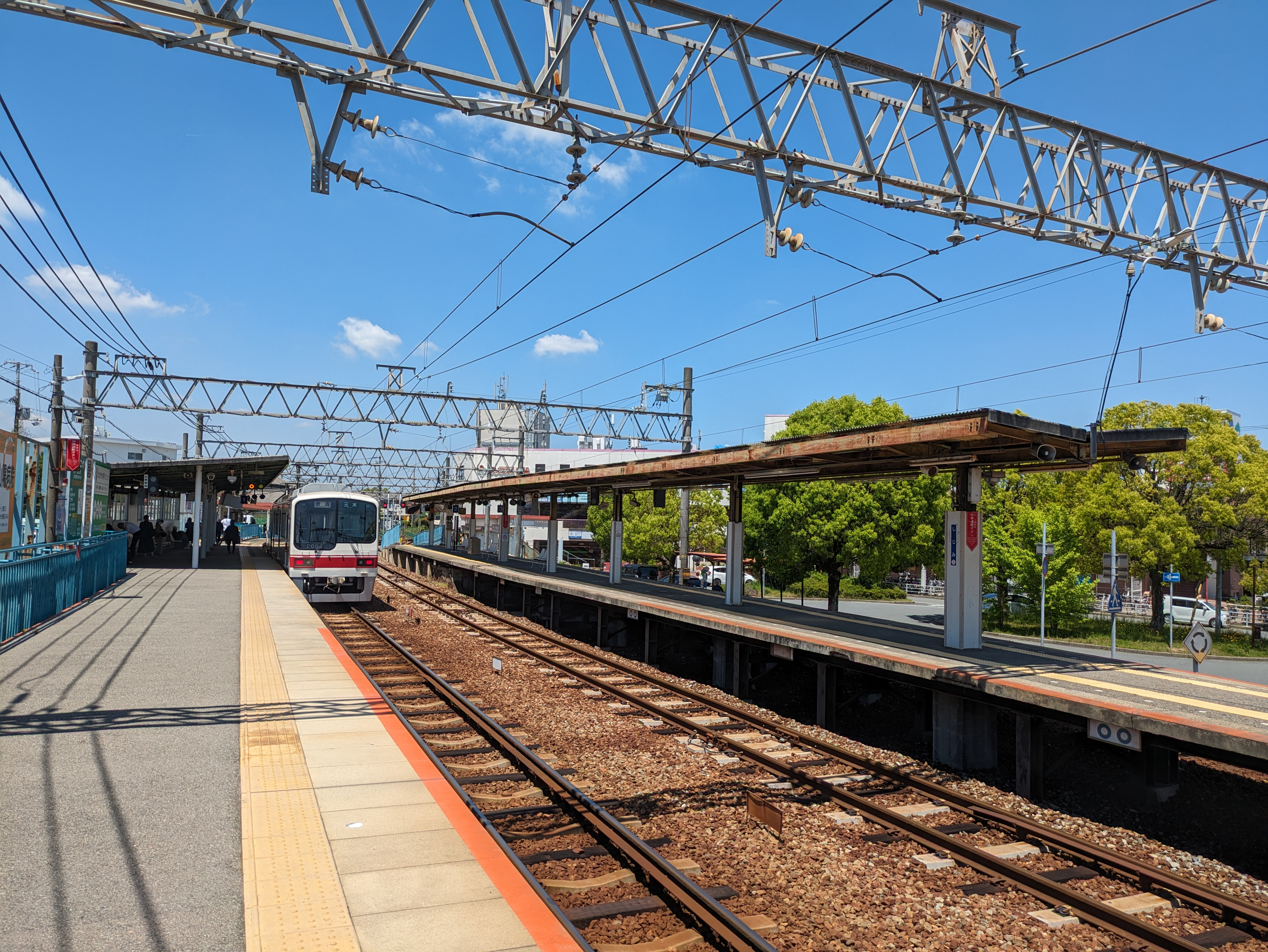
月台(2024年5月)

此站是地面車站，設有2面3線的混合式月台。南邊起的月台編號為1號至3號月台。1號月台可容納5卡車廂，而其他月台只可容納4卡車廂（但是5卡車廂也可停靠，當中1卡車廂不可上落客）。此站的站房（閘口）位於靠近粟生一方，共有南北兩處驗票閘口。車站職員只在南邊的站房中當值。各月台之間透過站內平交道連接。由於車站附近沒有平交道，故乘客可在自動售票機取得免費通行券，並通過驗票閘機來往南北兩處。

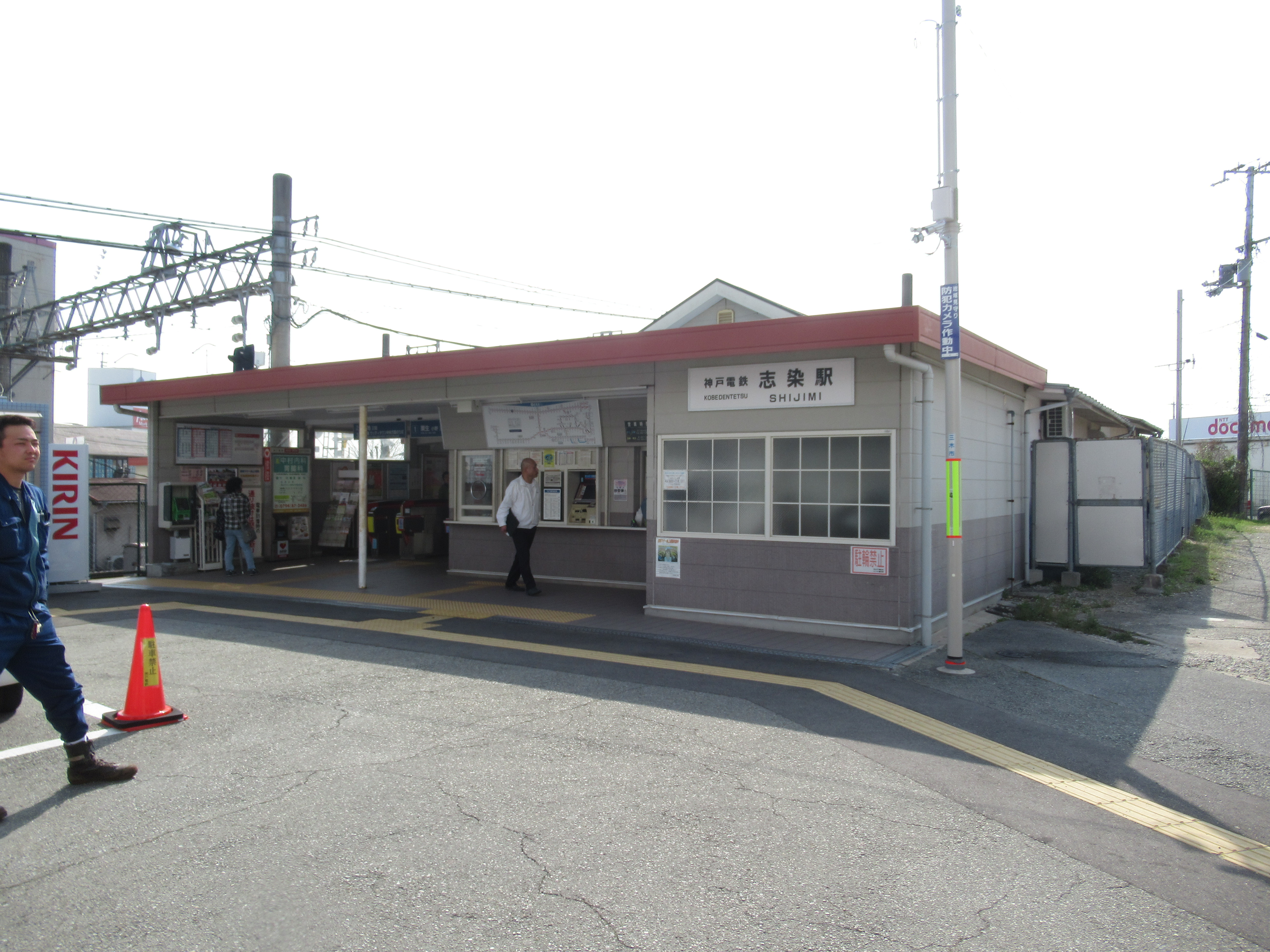
南口（2018年4月）
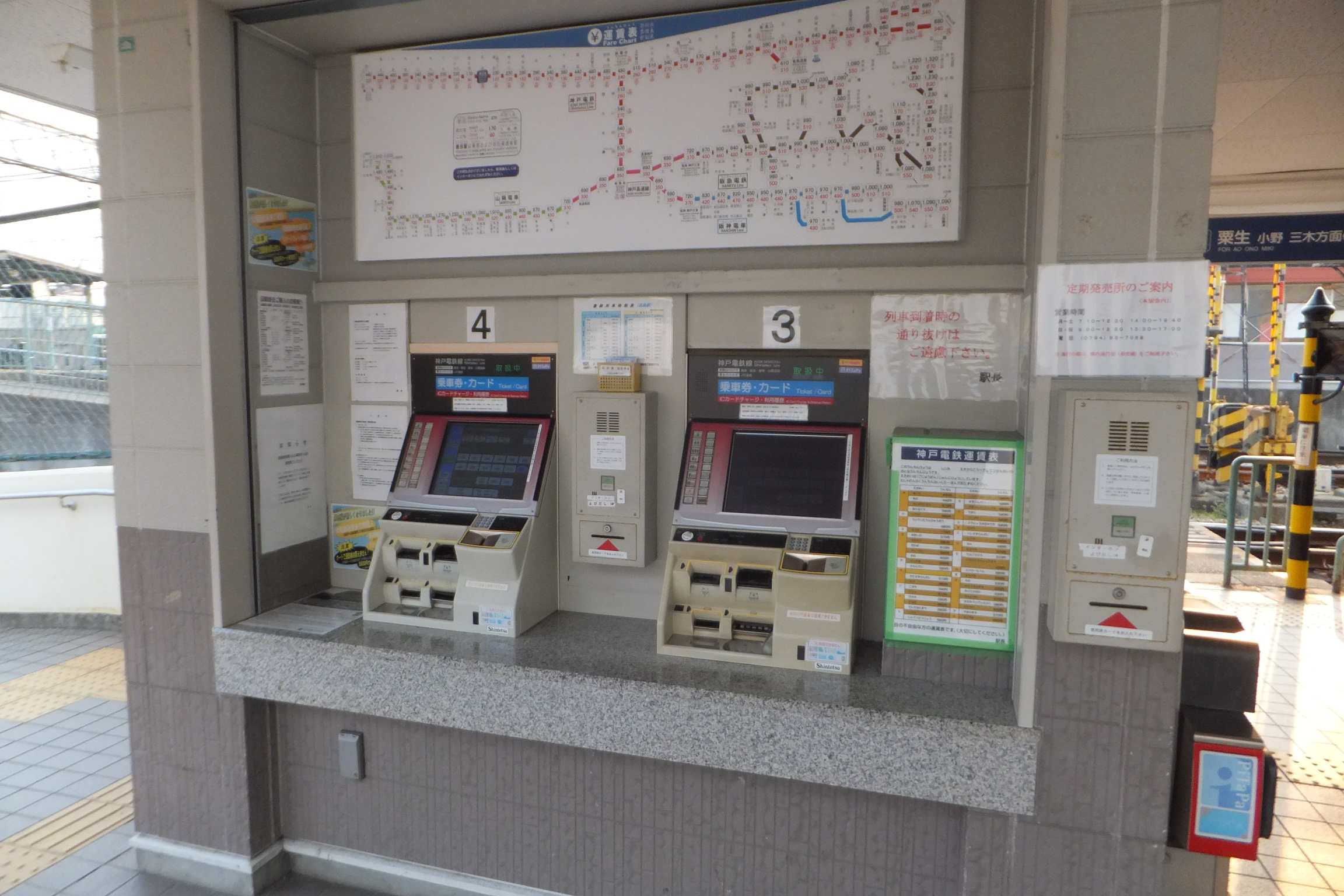
自動售票機（2014年3月）
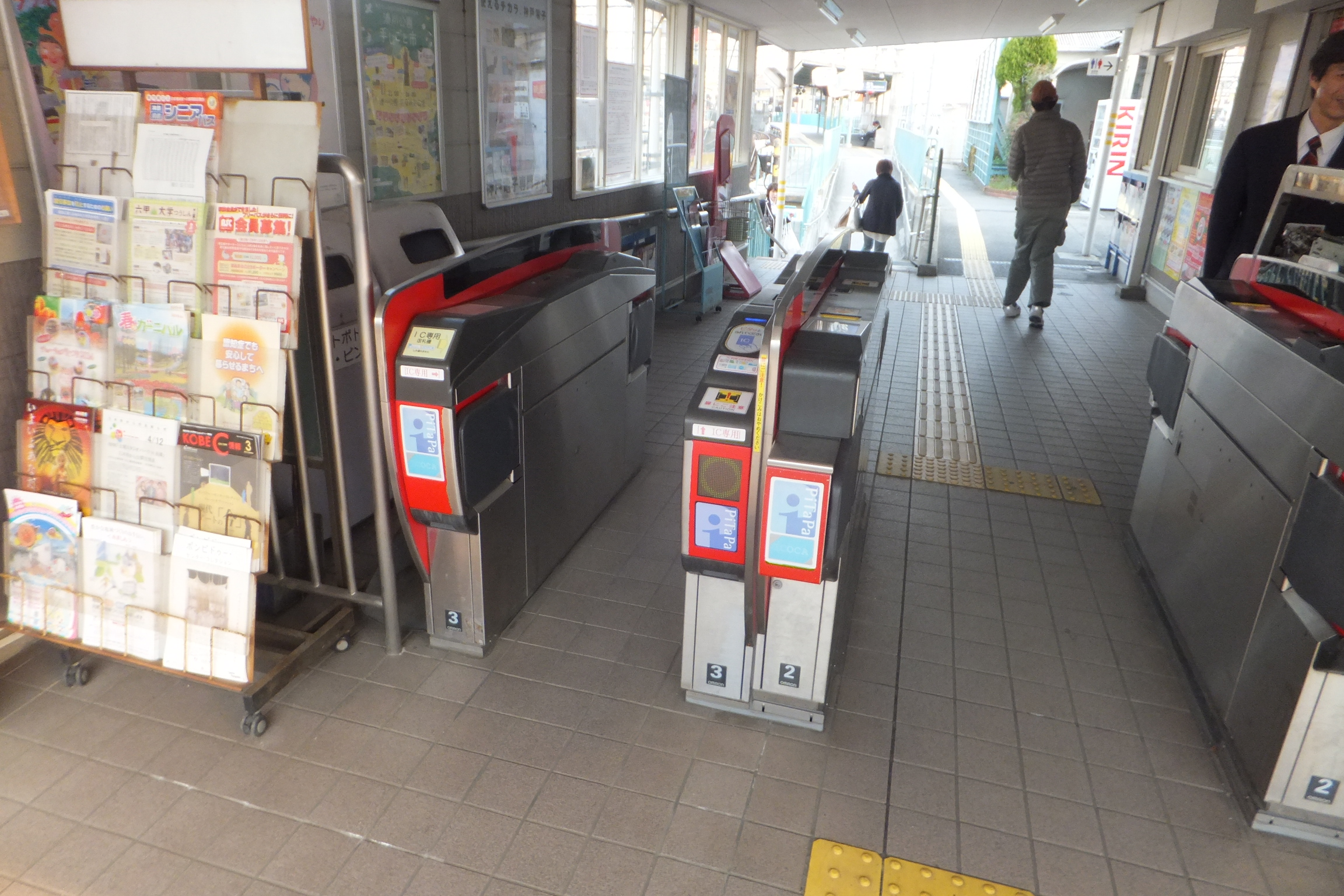
驗票閘口（2014年3月）
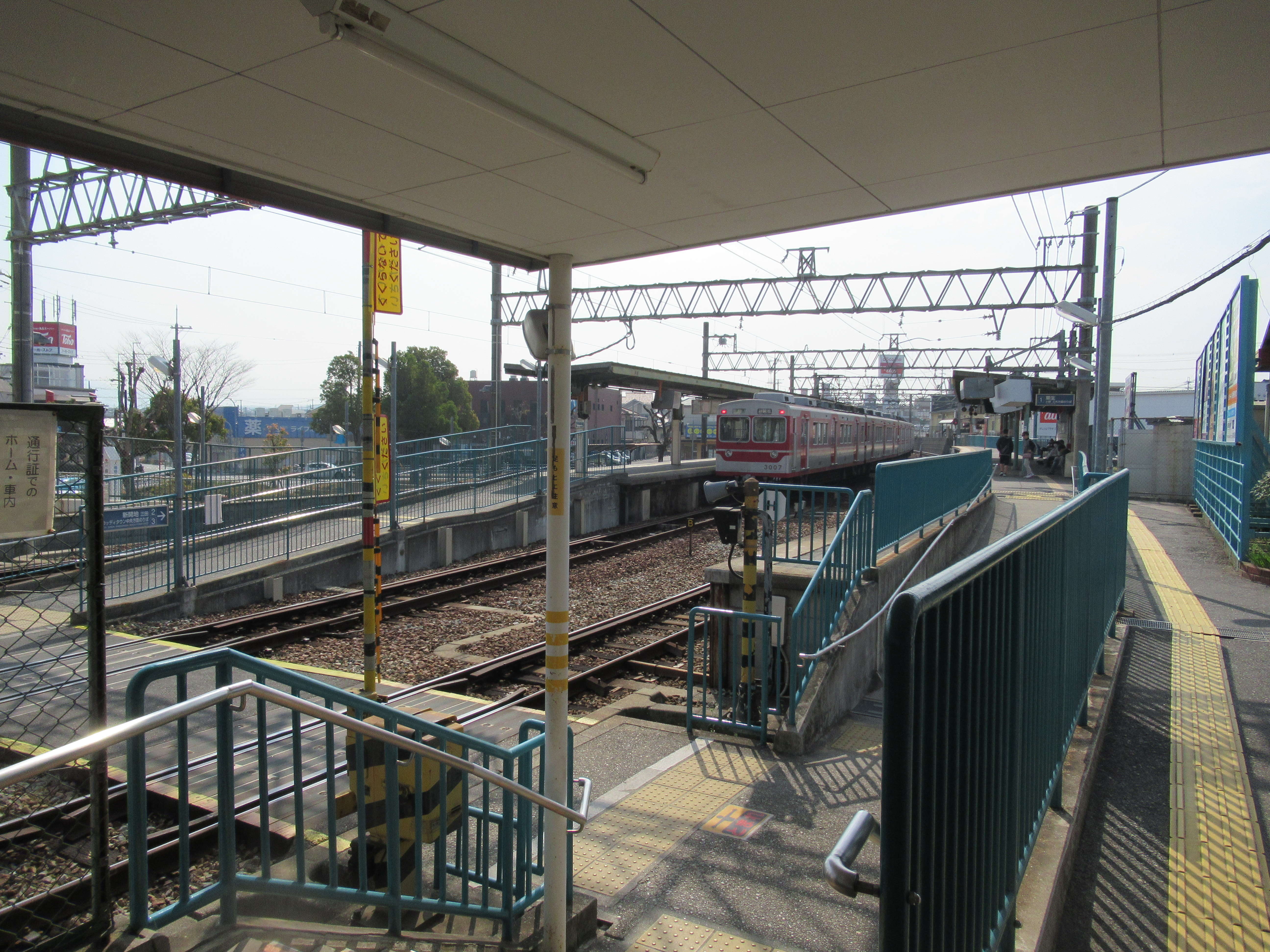
平交道（2018年4月）
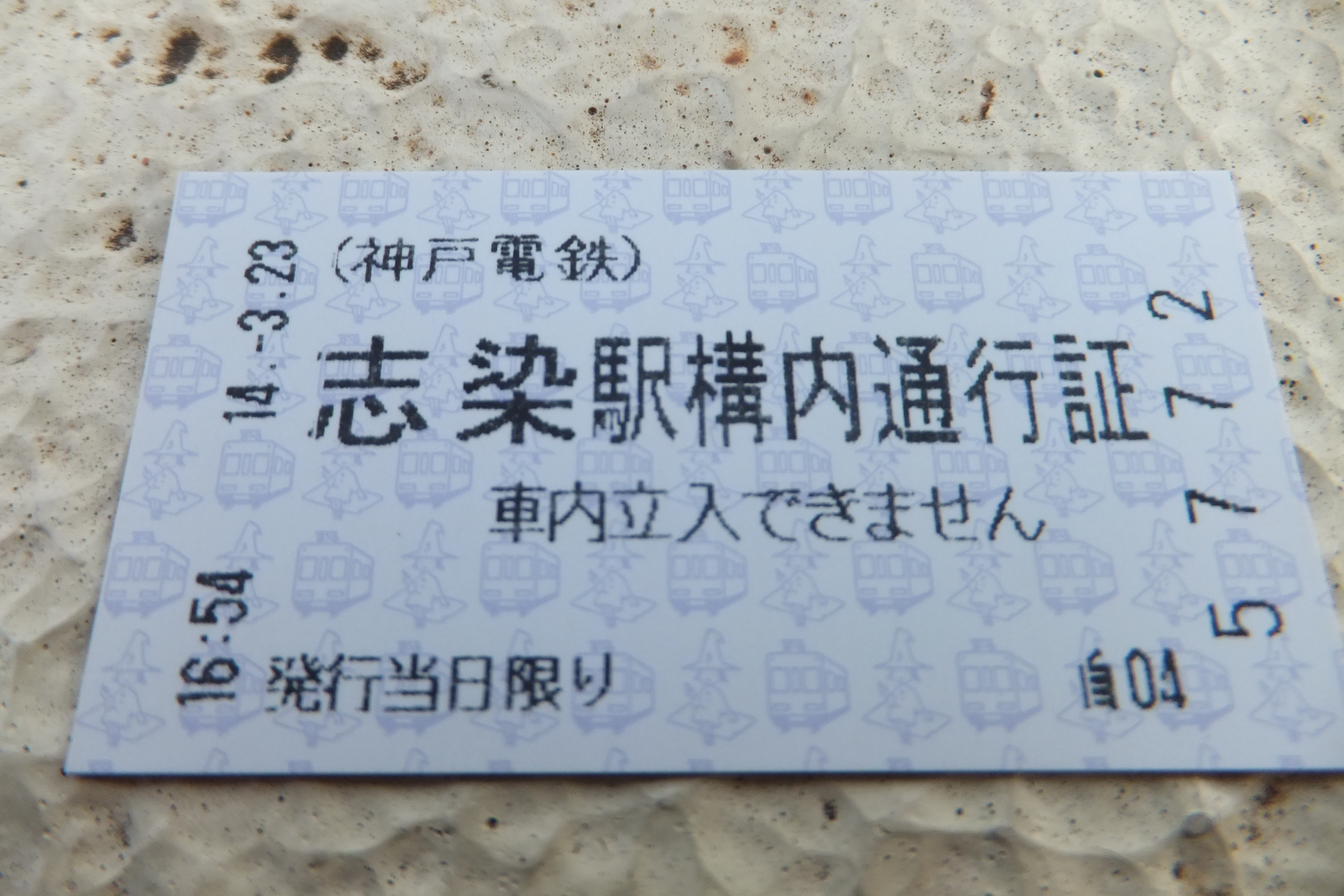
站內通行券
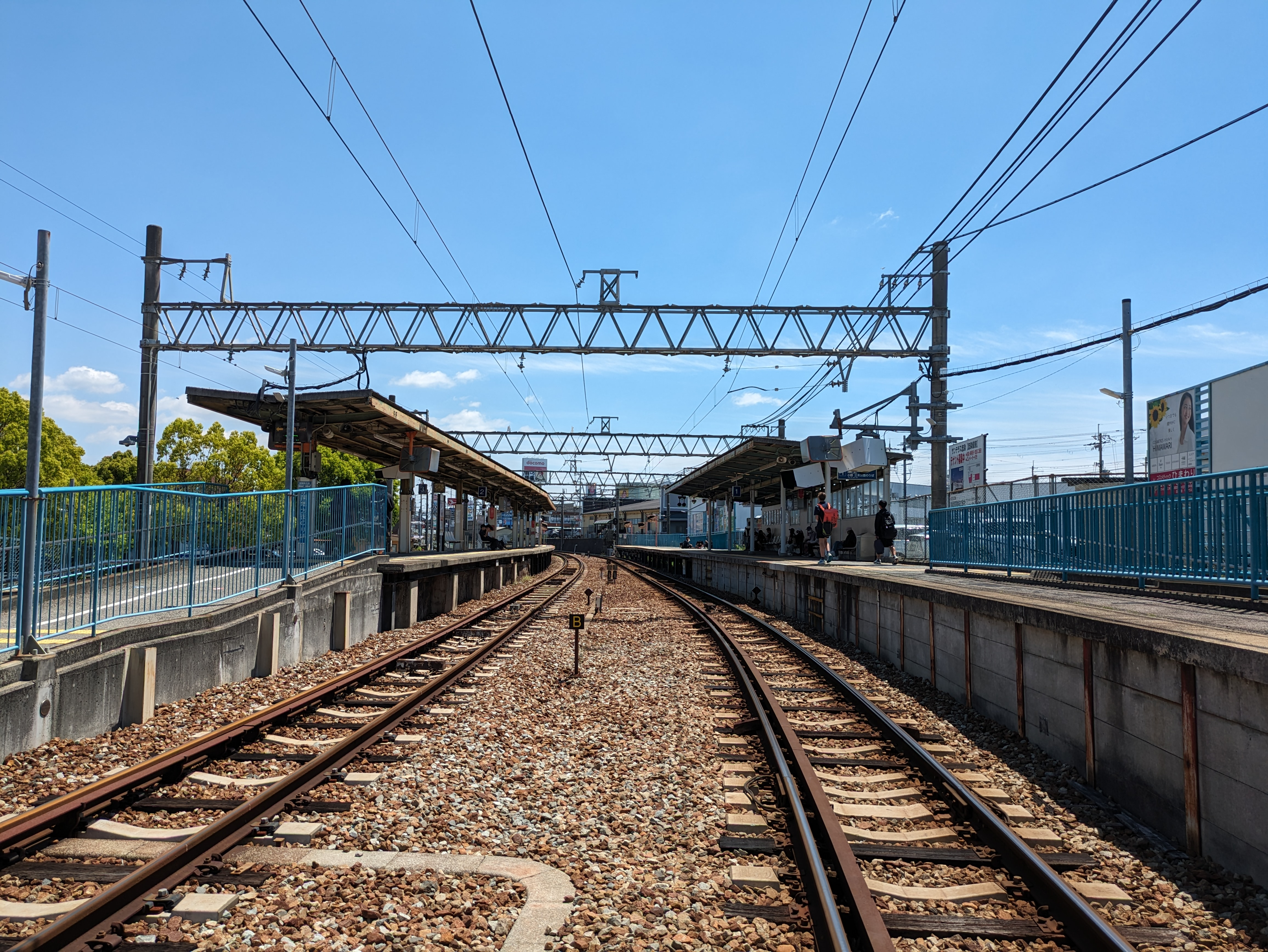
月台（2024年5月）

### 月台
| 月台 | 路線   | 上下行 | 方向                                             |
| ---- | ------ | ------ | ------------------------------------------------ |
| 1    | 粟生線 | 下行   | 惠比須、三木、小野、粟生方向                     |
| 2    | 粟生線 | 上行   | 押部谷、木幡、西鈴蘭台、鈴蘭台、湊川、新開地方向 |
| 3    | 粟生線 | 上行   | 押部谷、木幡、西鈴蘭台、鈴蘭台、湊川、新開地方向 |

3個月台可向兩方向出發。但是1號月台只可來自新開地的列車，兩方向的列車可進入2、3號月台。
此站設有列車夜間停泊。在靠近鈴蘭台一方的留置線中可停泊2列4卡編成列車。站內1號月台和2號月台可停泊4卡編成列車。在2020年3月時間表修正後，於站內停泊的列車改為2列3卡編成列車。
在月台入口處設有簡單的列車出發設備，以箭頭標示下班列車的方向。

## 車站周邊
車站北邊設有迴旋路。由於道路較狹，因此只可讓中型巴士駛入站前。大型巴士只可駛入至鄰站惠比須站前。車站主要使用者是來自自由丘、小月台之居民。此站至木幡站之間的區間會與三木街道並行。車站北邊開發了新市鎮。
- 主要公共設施
  - 自由丘公民館
- 保育設施
  - 自由丘認定兒童園
  - 廣野認定兒童園
  - 小規模保育所廣野保育園
- 主要教育機構
  - 三木市立廣野幼稚園
  - 三木市立自由丘幼稚園
  - 三木市立廣野小學（日语：三木市立広野小学校）
  - 三木市立自由丘小學（日语：三木市立自由が丘小学校）
  - 三木市立自由丘東小學（日语：三木市立自由が丘東小学校）
  - 三木市立自由丘中學（日语：三木市立自由が丘中学校）
  - 兵庫縣立三木東高等學校（日语：兵庫県立三木東高等学校）
  - 廣野汽車學校（日语：広野自動車教習所）
- 郵局、金融機構
  - 三木郵局（日语：三木郵便局 (兵庫県)）
  - 三木西自由丘郵局
  - 三木東自由丘郵局
  - 港口銀行（日语：みなと銀行）志染分店
  - 三井住友銀行Coop志染出張所
- 主要醫療機構
  - 三木山陽醫院
- 主要商業設施
  - Coop志染
  - Sun Terrace志染
  - 蜂屋商店（日语：トーホー）志染站前店
  - DCM電機（日语：DCMダイキ）三木廣野店
  - Japan三木志染店
  - THE DAISO三木志染店
  - 三木廣野時尚商城（日语：しまむら）
  - Arca 超級藥品（日语：ナガタ薬品）三木店
  - Fresh Bazaar三木志染店
- 公園、休閒施設
  - 兵庫縣立三木山森林公園（日语：兵庫県立三木山森林公園）
- 其他
  - 江崎固力果
  - 三木皇家網球俱樂部
  - 廣野田園網球俱樂部

## 巴士路線
車站北邊迴旋路中設有志染站巴士站。曾經在車站南邊設有志染巴士站和志染站南巴士站。
- 神姬區巴士（日语：神姫ゾーンバス）
  - 1系統 志染團地 - 東自由丘
  - 15系統 志染團地 - 東自由丘 - 綠丘站 - 青山5丁目
- 米奇巴士（日语：みっきぃバス）（三木市社區巴士）
- 北播磨綜合醫療中心（日语：北播磨総合医療センター）直通巴士

## 利用狀況
在2016年度，平均每日乘車人次は1,833人
由於機動化和新市鎮高齡化，加上神姬巴士於自由丘開設前往三宮的巴士路線，使現時乘車人次只有高峰時期的1992年的一半以下。
| 年度   | 1日平均 乘車人次 |
| ------ | ---------------- |
| 2002年 | 2,896            |
| 2003年 | 2,685            |
| 2004年 | 2,473            |
| 2005年 | 2,332            |
| 2006年 | 2,247            |
| 2007年 | 2,178            |
| 2008年 | 2,145            |
| 2009年 | 2,066            |
| 2010年 | 1,975            |
| 2011年 | 1,934            |
| 2012年 | 1,954            |
| 2013年 | 1,964            |
| 2014年 | 1,959            |
| 2015年 | 1,863            |
| 2016年 | 1,833            |

## 相鄰車站
神戶電鐵
 粟生線
■急行、■準急、■普通
廣野高爾夫球場前（KB49）－志染（KB50）－惠比須（KB51）

## 注腳
1. 1 2 3 4 5 6 7 8 9 10  . 神户新聞综合出版中心. 2012-12-10: 192. ISBN 9784343006745 （日语）.
2. 1 2 3  曾根悟（監修）. 朝日新聞出版分冊百科編集部（編集） , 编. . 週刊朝日百科. 14号 神戸電鉄・能勢電鉄・北条鉄道・北近畿タンゴ鉄道. 朝日新聞出版. 2011-06-19: 11–12 （日语）.
3. ↑  三木市統計書

## 外部連結
- 志染站（神戶電鐵） （页面存档备份，存于）（日語）